# Новленское (Ярославский район)
Новленское — село в Ярославском районе Ярославской области России, входит в состав Курбского сельского поселения. 

## География
Расположено на берегу речки Пажа в 3 км на юго-восток от центра поселения села Курба и в 32 км на юго-запад от западной границы города Ярославль.

## История
Успенская церковь в селе была воздвигнута в 1803 году. Престолов в ней было три: Успения Божией Матери, Симеона Богоприимца и св. чудотв. Николая.
В конце XIX — начале XX века село входило в состав Курбской волости Ярославского уезда Ярославской губернии.
С 1929 года село входило в состав Курбского сельсовета Ярославского района, с 1944 по 1957 год — входило в состав Курбского района, с 2005 года — в составе Курбского сельского поселения.

## Население
| 1859 | 2007 | 2010 |
| ---- | ---- | ---- |
| 123  | ↘91  | ↘58  |

## Достопримечательности
В селе расположена действующая Церковь Успения Пресвятой Богородицы (1803).